# Wildunfall

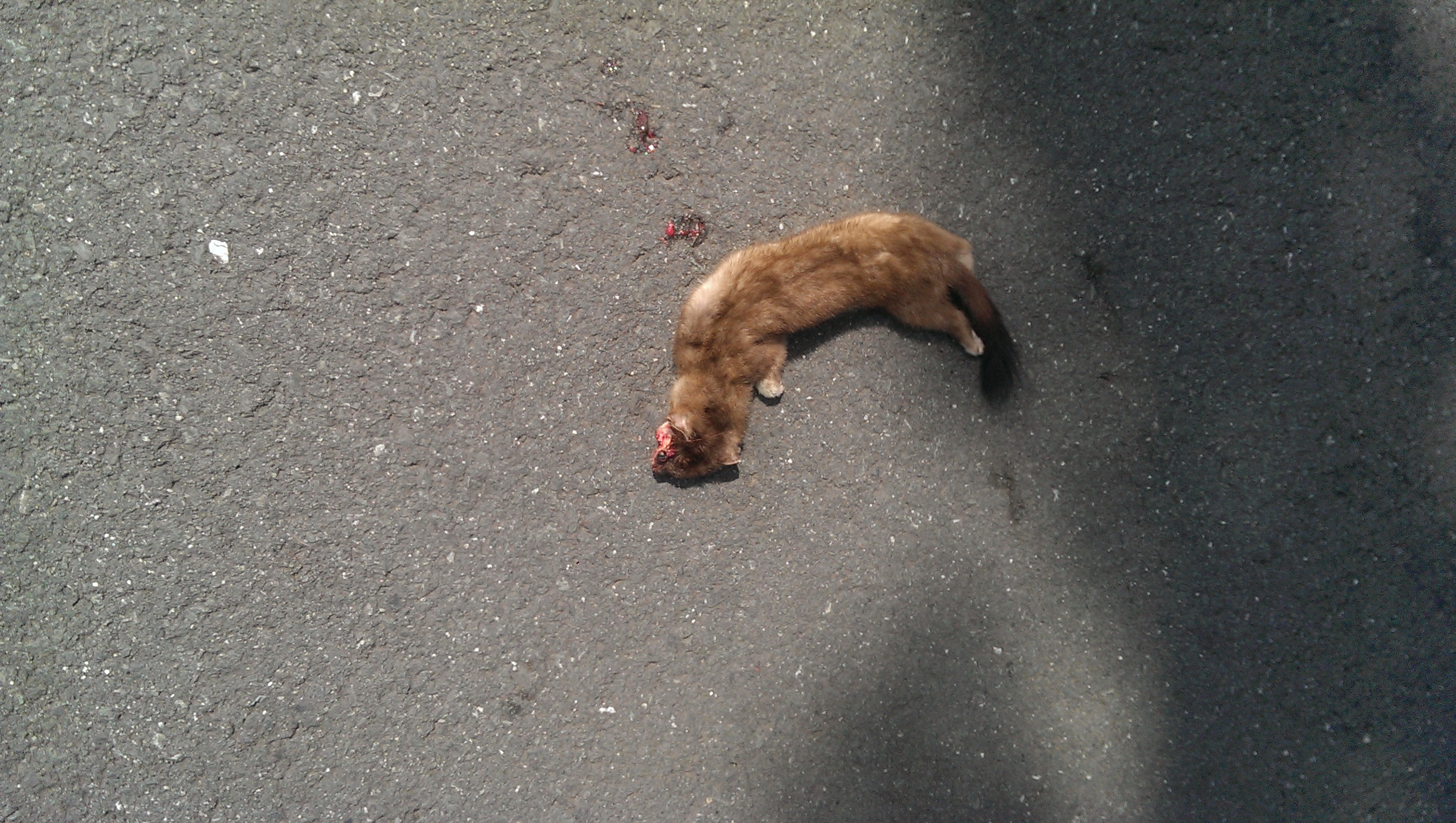
Ein nach der Kollision mit einem Motorrad noch am Unfallort verstorbenes Wiesel

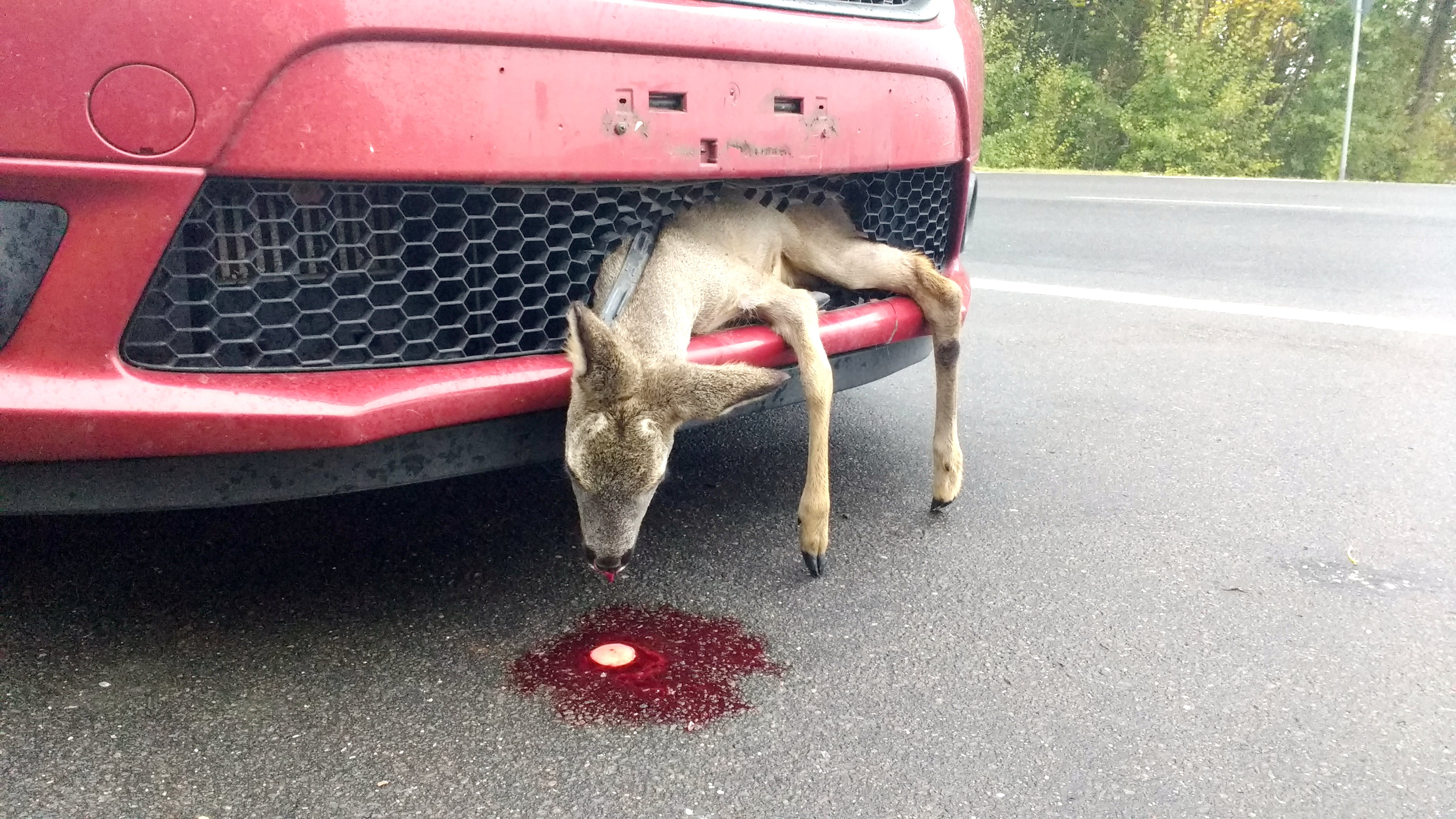
Totes Reh nach Wildunfall

Ein Wildunfall ist ein Verkehrsunfall mit einem Wildtier. Es kann dabei entweder zu einer Kollision eines Fahrzeugs mit einem Wildtier kommen oder es entsteht ein Schaden infolge eines durch das Tier veranlassten Ausweichmanövers. Kommt ein Tier bei einem Unfall zu Tode, so wird es als Fallwild bezeichnet.

## Human Animal Conflict / Human-Wildlife Conflict
Natürliche Begegnungen von Menschen mit Wild, welche ohne den Einbezug von Fahrzeugen stattfinden aber trotzdem einen Konflikt darstellen, werden Human Animal Conflict oder auch Human Wildlife Conflict genannt. Diese können mit Verletzungen oder dem Tod des Menschen einhergehen. Sie erzeugen in Deutschland große mediale Aufmerksamkeit, darüber werden jedoch keine Statistiken geführt. In Deutschland hat es laut Naturschutzbund Deutschland seit der Rückkehr der Wölfe im Jahr 2000 keine Situation gegeben, in der sich ein Wolf einem Menschen aggressiv genähert hat.
Ein Wildunfall bezeichnet einen Verkehrsunfall, bei dem ein Fahrzeug mit einem Wildtier kollidiert. Der Deutsche Jagdverband wertet für eine Übersicht der Wildunfälle jährlich die Fallwildzahlen aus der Jagdstatistik aus. Fallwild bezeichnet Wild, das durch nicht-jagdliche Einwirkung – größtenteils Straßenverkehr – zu Tode kommt. Demnach sind Rehe die am häufigsten betroffenen Großsäuger von Wildunfällen in Deutschland. Sie machen insgesamt über 80 Prozent aller erfassten Kollisionen mit Reh, Dam- und Rothirsch sowie Wildschwein aus. Auswertungen von Daten aus dem Tierfund-Kataster zeigen, dass zusätzlich viele Säugetiere ab Kaninchengröße und Vögel unter die Räder kommen.

## Betroffene Tierarten

Wildunfälle betroffene Tierarten (Quelle: DJV)

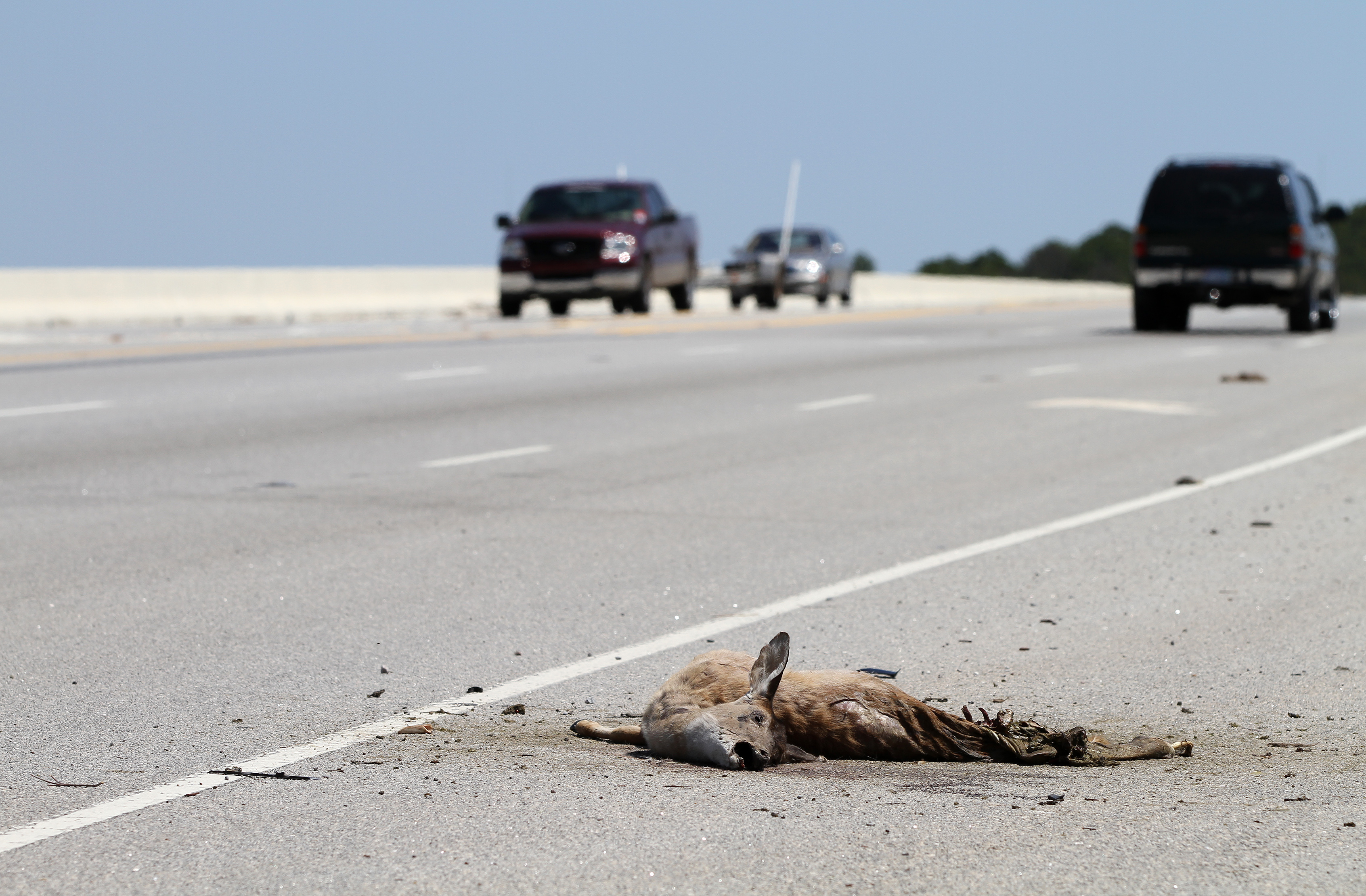
Überfahrene Hirschkuh in South Carolina, USA

Neben Zusammenstößen mit Wildarten wie Reh- oder Schwarzwild sind auch Vögel und Reptilien von Wildunfällen betroffen. 48 % der mithilfe des Tierfund Katasters registrierten Wildunfälle in Deutschland betreffen Rehwild. Die übrigen 52 % stellen größtenteils Wildunfälle mit kleineren Wildtierarten dar.
Von Kollisionen mit Fahrzeugen betroffene Tierarten sind in Mitteleuropa vor allem Rehwild, Schwarzwild, Damwild und Rotwild sowie Fuchs, Wolf, Waschbär, Dachs, Igel und der Hase. In anderen Teilen der Welt sind außerdem Bär, Känguru, Elch (siehe Elchtest), Beutelratte (Opossum) und andere Schalenwildarten betroffen.

## Statistik

### Europa
Nach einer Abschätzung sterben auf den europäischen Straßen jährlich zwischen 35 Millionen und 1,1 Milliarden Vögel.

### Deutschland

Aufprallgewicht von Wildtieren bei Tempo 60 (Quelle: DJV/ADAC/DVR)

Jährlich verletzten sich in Deutschland bei Wildunfällen zwischen 2000 und 3000 Menschen, davon werden 500 bis 1000 schwer verletzt und 10 bis 20 sterben. Pro Jahr ereignen sich bis zu 250.000 Wildunfälle mit Paarhufern (Reh, Dam- und Rothirsch, Wildschwein), wobei die meisten davon tödlich für die Wildtiere enden.
Zur systematischen Erfassung von Tierfunden an der Straße hat der Landesjagdverband Schleswig-Holstein und die Christian-Albrechts-Universität zu Kiel 2011 das Tierfund-Kataster entwickelt, welches 2016 vom Deutschen Jagdverband (DJV) bundesweit eingeführt wurde. Hier können Verkehrsteilnehmer und Naturliebhaber Tierfunde melden, um die Sicherheit von Verkehrsteilnehmern und Wildtieren auf öffentlichen Straßen zu verbessern. Wissenschaftler analysieren die im Tierfund-Kataster gesammelten Daten. Im Frühjahr 2024 lagen bereits knapp 125.000 Datensätze vor. Langfristiges Ziel ist es, anhand der Daten Unfallschwerpunkte zu erkennen und zu entschärfen.
Das Rehwild ist laut Tierfund-Kataster mit 48 % der erfassten Funde das am häufigsten betroffene Wildtier. Dem folgen Fuchs, Waschbär, Dachs und Marderhund mit insgesamt 14 %. Auf Platz 3 befinden sich mit 11 % die Wildarten Hase und Kaninchen. Die Gruppe der Vögel folgt auf Platz 4 mit 5 %. Die restlichen 22 % ergeben sich aus Marder, Iltis und Wiesel sowie Igel, Wildschwein und sonstigen Arten. Der DJV geht von einer Dunkelziffer aus, die fünf Mal so hoch ist.
Der DJV veröffentlicht zudem jährlich Wildunfall-Statistiken auf Basis der Jagdstatistik. Die Angaben beruhen auf den Fallwildzahlen aus den Bundesländern für das entsprechende Jagdjahr. Im Jagdjahr 2022/2023 wurden 23.940 Rehe Opfer von Wildunfällen. Hinzu kamen 15.220 Wildschweine, 4810 Dam- und 2940 Rothirsche.
| Jahr | Schadenanzahl | Schadenaufwand |
| 2005 | 225.000       | 447 Mio. €     |
| 2006 | 215.000       | 423 Mio. €     |
| 2007 | 240.000       | 490 Mio. €     |
| 2009 | 247.000       | 518 Mio. €     |
| 2012 | 258.000       | 590 Mio. €     |
| 2013 | 247.000       | 580 Mio. €     |
| 2014 | 238.000       | 575 Mio. €     |
| 2015 | 263.000       | ca. 660 Mio. € |
| 2016 | 264.000       | ca. 690 Mio. € |
| 2017 | 275.000       | 744 Mio. €     |

Beim Statistischen Bundesamt werden weniger als 2 % der Wildunfälle registriert – nämlich die mit Personenschaden. Bagatell-Unfälle wie Blechschäden werden nur zahlenmäßig erfasst. Eine Differenzierung nach Merkmalen, z. B. Wildunfall, ist nicht möglich.
Die Zahlen der deutschen Versicherer (GDV) geben auch nur einen Anhaltspunkt wieder: Es sind nur die Wildunfälle der Kraftfahrzeughalter enthalten, die über eine Kaskoversicherung verfügen. Zudem werden bei einigen Versicherern nicht nur Zusammenstöße mit Haarwild im engeren Sinne, sondern auch mit anderen Tieren wie Kühen gezählt. Die gerundeten Zahlen aus der Fahrzeugversicherung (Vollkasko und Teilkasko) sind nebenstehender Tabelle zu entnehmen. Durchschnittlich kostete 2013 ein Wildunfall-Schaden die Kasko-Versicherung 2.400 €.

### Österreich
2014 kamen insgesamt 72.081 Wildtiere auf Österreichs Straßen zu Tode, 338 Menschen wurden bei Verkehrsunfällen mit Wildtieren schwer verletzt und zwei Menschen starben dabei.

### Schweiz
Unfälle mit Tieren gehören im Straßenverkehr zur Tagesordnung. Jedes Jahr kommen auf den Schweizer Strassen mehrere zehntausend größere Tiere wie Rehe, Füchse, Marder, Igel und weit mehr als 100 000 Amphibien um. Auf Schweizer Strassen werden jährlich über 8000 Rehe getötet. Jedes Jahr gibt es über 100 Verletzte bei Kollisionen mit Tieren. Unfälle mit Tieren verursachen auch hohe Kosten. Allein die Schäden an Fahrzeugen betragen pro Jahr über 25 Millionen Franken.

## Faktoren bei einem Wildunfall

Wildunfälle Schwerpunktzeiten Rehböcke (Quelle: DJV)

Wildunfall: Ab 80 wirds gefährlich (Quelle: DJV)

Das Ausmaß einer Kollision mit Wildtieren hängt von der Geschwindigkeit des Fahrzeugs sowie der Größe und dem Gewicht des Tieres ab.
Mit steigender Geschwindigkeit erhöht sich der Anhalteweg, das heißt die Summe des Reaktions- und Bremsweges. Schon ab einer Geschwindigkeit von 80 km/h beträgt dieser 55 Meter. Bei nur 20 km/h mehr verlängert sich der Bremsweg auf knapp 80 Meter. Bei plötzlich auf die Straße tretenden oder springenden Tieren ist dann ein Unfall kaum zu vermeiden. Insbesondere bei Nacht und etwa 60 Metern Sichtweite mit Scheinwerferlicht kommt es damit fast unweigerlich zum Zusammenstoß.
Bei der Kollision zwischen einem Tier und einem Fahrzeug wird bereits bei 60 Kilometern pro Stunde die Frontseite des Fahrzeugs mit enormen Gewichten getroffen. Ein Rehbock prallt mit fast einer Tonne Gewichtskraft auf das Fahrzeug. Die Wucht eines Wildschweins, das auf die Frontscheibe aufschlägt, entspricht der Gewichtskraft eines Nashorns. Bei kleineren Tieren wie Fuchs oder Marder entsteht die Gefahr weniger durch die Aufprallenergie. Vielmehr spielt das Verhalten des Fahrers eine Rolle. Demnach ist das Ausweichen vor dem Objekt häufig erst der Auslöser für schwere Unfälle und sollte vermieden werden. Versicherer versuchen dann, dem Fahrer eine Teilschuld anzulasten.
Neben der Geschwindigkeit des Fahrzeugs gibt es noch weitere Faktoren bei einem Wildunfall. Einer dieser Faktoren ist die Jahreszeit, denn die meisten Wildunfälle passieren im April und Mai. Ein weiterer wichtiger Faktor ist die Uhrzeit. Da Wildtiere vor allem zur Dämmerung aktiv sind, passieren zwischen 7 und 9 Uhr bzw. 21 und 23 Uhr besonders häufig Wildunfälle. Die Zeitumstellung stellt ein zusätzliches Unfallrisiko dar.
Auch die falsche Reaktion von Autofahrern bei einem bevorstehenden Zusammenstoß mit Wild führt oft zu schweren Unfällen. Nach einer Studie von Unfallforschern der Björn-Steiger-Stiftung wird empfohlen, nicht zu versuchen, dem Wild auszuweichen, sondern voll auf die Bremse zu treten und das Lenkrad gerade zu halten. Das erfordere zwar Überwindung, sei aber für das eigene Leben wichtig.

## Gefahrenstellen

Verkehrszeichen 142 – Wildwechsel

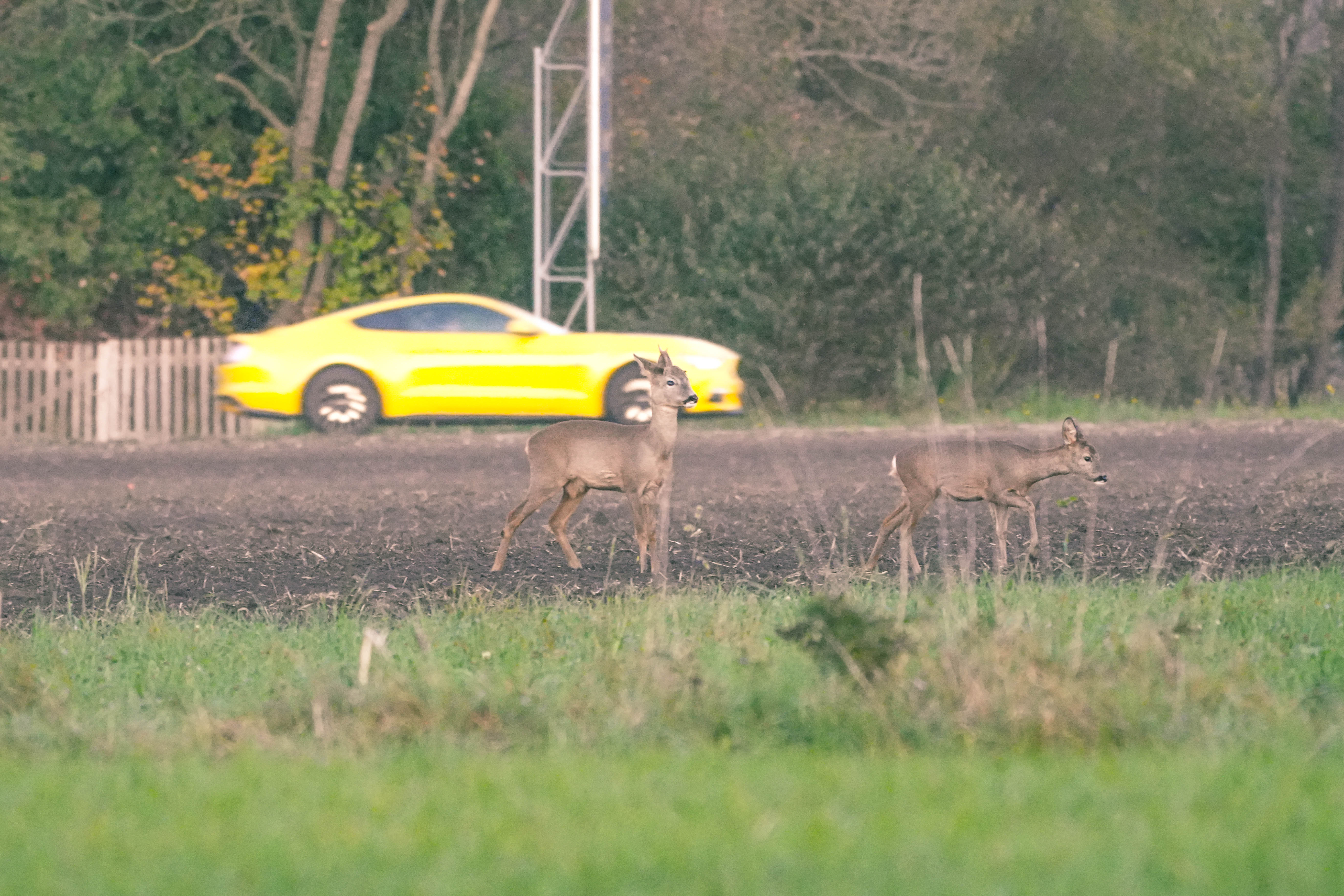
Rehe an einer Straße mit Verkehr

Das Wild folgt oft bestimmten Pfaden, den Wildwechseln. Wo diese über die Straße führen, ergeben sich besondere Gefahrenstellen, die durch entsprechende Verkehrszeichen gekennzeichnet werden. Wildunfälle können prinzipiell das ganze Jahr und zu jeder Tageszeit passieren. Während der Morgen- und der Abenddämmerung besteht jedoch ein erheblich höheres Unfallrisiko, da die Tiere zu diesen Zeiten besonders aktiv sind und oft ihren Standort wechseln. Auch während der Brunftzeit besteht eine erhöhte Gefahr.
In Deutschland wird Wildwechsel mit dem Zeichen 142 Wildwechsel gekennzeichnet. Wild kann hier von beiden Seiten auftauchen. Das Bundesamt für Naturschutz geht von 30.000 solcher „Konfliktstellen“ im überregionalen Verkehrsnetz aus.

## Prävention

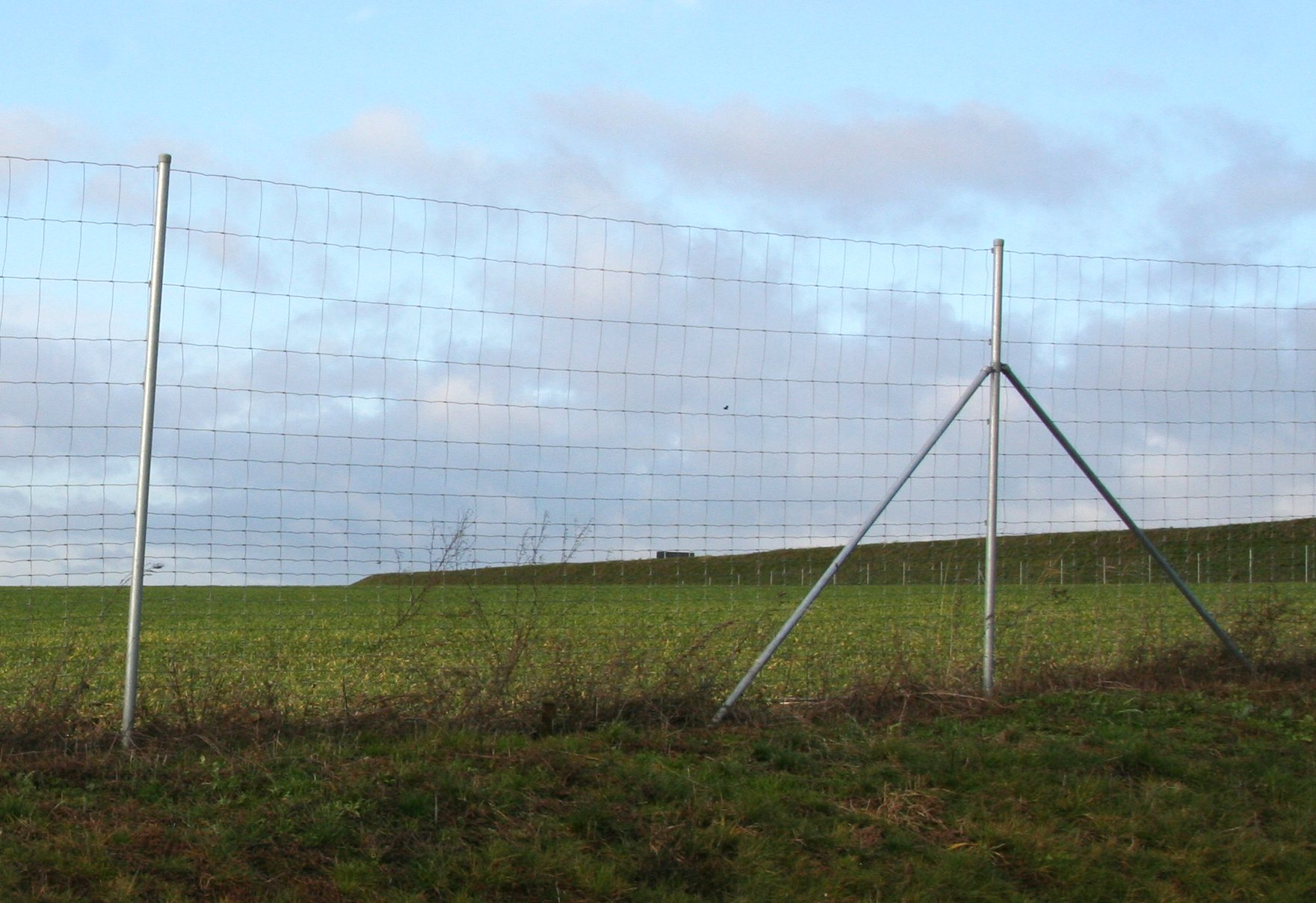
Wildschutzzäune verhindern gefährlichen Wildwechsel

Zur Vermeidung von Wildunfällen werden an den bekannten kritischen Straßenabschnitten geeignete Maßnahmen getroffen. Dies sind zum einen Absperrungen durch Wildschutzzäune oder andere Verbauungen. Zum Teil werden diese durch Konstruktion von geeigneten Überquerungshilfen wie Grünbrücken oder Amphibientunneln kombiniert.
Auch Fahrzeugführer können durch ihr Verhalten die Gefahr eines Wildunfalls minimieren. Hierzu zählt zum Beispiel auch eine gedrosselte Geschwindigkeit im Bereich der Warnschilder für Wildwechsel. Der Deutsche Jagdverband nennt diese fünf Tipps zur Vermeidung von Wildunfällen:
1. Besonders in der Dämmerung, auf Landstraßen entlang von Wiesen, Maisfeldern und in Waldgebieten besonders aufmerksam fahren.
2. Erhöhte Vorsicht auf neu gebauten Straßen – besonders durch den Wald. Wild nutzt vertraute Pfade.
3. Fuß vom Gas: Angepasste Geschwindigkeit und Bremsbereitschaft können Kollisionen mit kreuzendem Wild verhindern.
4. Ist ein Tier in Sichtweite: bremsen, abblenden und hupen.
5. Ein Wildtier kommt selten allein: Auf nachfolgende Tiere achten.
6. Ist eine Kollision unvermeidbar: Bremsen, Lenkrad festhalten und kein Ausweichmanöver riskieren.[23]

Des Weiteren kann das Wild abgeschreckt werden, durch Haarsäcklein, CD-Blinker, Duftzaun und Duftschaum-Körbe und -Pfropfen sowie Wildwarnreflektoren in Form von Reflexionsfolien auf Baumstämmen, Brettern und PET-Flaschen. Die zuletzt genannten passiven Reflektoren und deren Weiterentwicklung mit aktiver Ton- und Lichterzeugung werden als Wildwarner bezeichnet. Wichtig ist bei diesen Maßnahmen die regelmäßige Wartung. Eine effektive und nachhaltige Wirkung dieser Abschreckungsmaßnahmen konnte aber bisher wissenschaftlich haltbar nicht nachgewiesen werden.
Schließlich sind auch alle Fahrzeugführer aufgefordert, durch entsprechend vorsichtige Fahrweise Wildunfälle zu vermeiden. Dazu zählt im Bereich der Warnschilder für Wildwechsel eine gedrosselte Geschwindigkeit und ein aufmerksames Beobachten der Fahrbahnränder, insbesondere in der Dämmerung und nachts. Hat ein Tier die Fahrbahn überquert, so ist mit weiteren Tieren zu rechnen. Sind Tiere auf oder neben der Fahrbahn, dann langsam fahren, abblenden und eventuell hupen. Bei Kleinwild wie Hase und Fuchs wird oft geraten, nur zu bremsen, wenn kein Auffahrunfall droht.

## Verhalten nach einem Wildunfall
Ein Wildunfall ist unverzüglich beim zuständigen Wildhüter, Jagdaufseher oder Jagdpächter zu melden. Dieses geschieht in der Regel am einfachsten über eine Meldung an die Polizei. Auch geringe Kollisionen mit Wild sind umgehend zu melden. Der Jagdausübungsberechtigte wird das Wild bergen oder ein verletztes Wild mit einer Nachsuche aufspüren. Er oder die Polizei stellt gegebenenfalls eine Bescheinigung über den Unfall zur Schadensregulierung bei der Versicherung aus.
Verletzte Tiere soll man liegen lassen, um sich selbst nicht zu gefährden. Verletzte Wildtiere können sehr aggressiv reagieren, zudem kann zumindest außerhalb von Westeuropa Tollwutgefahr bestehen. Verunfalltes Wild gehört dem Jagdausübungsberechtigten zur Eigennutzung, darf aber nicht in Verkehr gebracht werden. Ein totes Wild darf nicht mitgenommen werden, da dies den Tatbestand der Wilderei erfüllt.

## Schadenabwicklung
Schäden, die bei einem Wildunfall verursacht worden sind, werden grundsätzlich von der Teilkasko übernommen. Nach den Versicherungsbedingungen handelt es sich nur um „Schaden“, wenn Haarwild (also beispielsweise Hirsche, Wildschweine, Hasen oder Rehe) am Wildunfall beteiligt ist. Nicht über Teilkasko versichert sind zumeist Schäden, die beispielsweise durch Vögel wie Fasane entstehen. Folgeschäden, welche aus einem Ausweichmanöver resultieren, sind grundsätzlich nicht von der Teilkasko gedeckt. Die Vollkaskoversicherung zahlt immer für den Schaden am Auto – egal, ob der Fahrer Schuld hat oder ob ein Wildunfall vorliegt.
Die (Teilkasko-)Schäden werden von den meisten Kfz-Versicherungen nur übernommen, wenn eine Wildunfallbescheinigung bzw. eine Wildschadenbescheinigung vorgelegt wird. Die Beweispflicht liegt beim Fahrer. Hierzu kann eine sogenannte Wildschadensbestätigung von der Polizei oder dem zuständigen Jagdpächter ausgestellt werden. Diese erleichtert die spätere Beweisführung. Manche Versicherungsbedingungen erkennen nur Unfälle mit jagdbaren Tieren als versicherten Wildunfall an. Mit solchen Einschränkungen werden Unfälle mit nicht jagdbaren Wildtieren (etwa Wolfsunfälle) aus der Versicherung ausgeschlossen.
Der bei einem Wildunfall entstehende Schaden ist im juristischen Sinne kein Wildschaden.

## Gefährdung der Artenvielfalt durch Wildunfälle

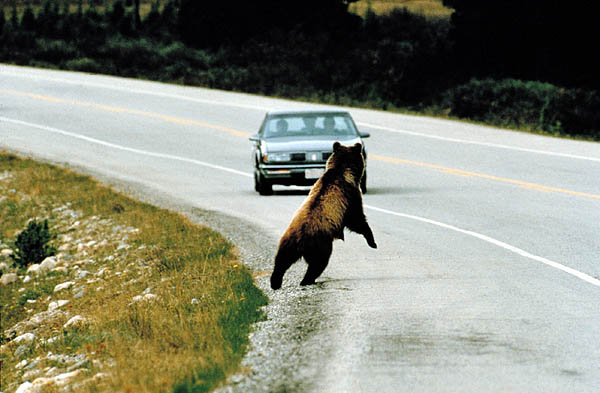
Ein Bär in einer gefährlichen Situation

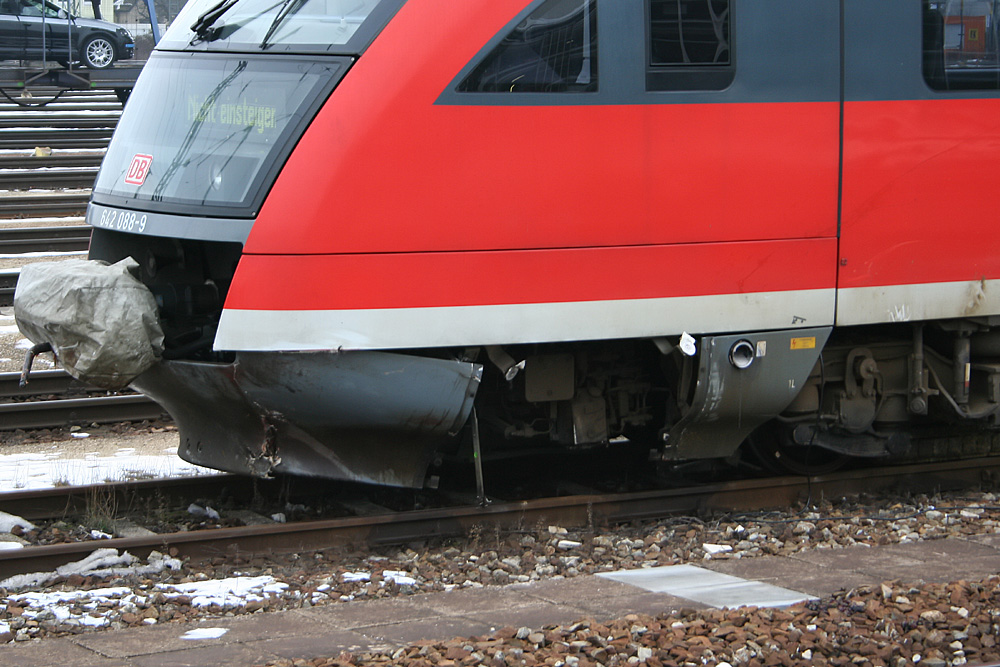
Schäden an einem Dieseltriebwagen nach einem Wildunfall

Für einige Tierarten ist der Straßenverkehr Todesursache Nummer eins. Insbesondere für bedrohte Arten stellt das einen wesentlichen Gefährdungsfaktor dar. Hauptursache ist die steigende Verkehrsstärke. Bei einigen Arten ist die Sterblichkeitsrate durch Verkehr mittlerweile sogar höher als die Geburtenrate. Zu diesen Ergebnissen kommt der Deutsche Jagdverband (DJV) im Rahmen des Verbände-Vorhabens Analyse der Barrierewirkung von Verkehrswegen auf ausgewählte Zeiger- und Leitarten in Zusammenarbeit mit der Universität Kiel und dem Bundesamt für Naturschutz (BfN).
Das enorme Ausmaß des Sachverhaltes wird an Luchs, Dachs oder Feldhase besonders deutlich: häufigste Todesursache ist der Straßenverkehr mit bis zu 50 Prozent Anteil an der Gesamtsterblichkeit. Beim Rehwild ist der Straßenverkehr für 7 bis 14 Prozent der Todesfälle verantwortlich. Laut DJV wird in Nordrhein-Westfalen jedes dritte Reh aus der Jagdstatistik von Autofahrern „erlegt“. Hauptursache für das Phänomen Wildunfälle ist die zunehmende Zersplitterung und Zerschneidung von Landschaften durch infrastrukturelle Anlagen. Bundesstraßen, Eisenbahnen und allem voran die Autobahnen bedeuten eine Gefahr für wilde Tiere wie Otter, Dachs, Biber, Feldhase, Wildschwein oder Rehwild. Wichtigster Faktor ist die Anzahl der Fahrzeuge pro 24 Stunden und Streckenabschnitt, kurz DTV (englischer Fachbegriff Daily Traffic Value). Liegt der DTV-Wert über 15.000, sind Straßen für viele Tiere nicht mehr passierbar. Laut Bundesanstalt für Straßenwesen (BaSt) verkehrten auf deutschen Bundesstraßen im Jahr 2013 durchschnittlich 9.420 Fahrzeuge pro 24 Stunden, auf Autobahnen 47.600 Fahrzeuge pro 24 Stunden.
Die bundesweite Verkehrsstärke hat sich laut DJV seit 1975 auf Autobahnen fast verdoppelt und auf Bundesstraßen sogar vervierfacht. Das Wildunfallgeschehen hat sich ebenfalls vervierfacht. Auffällig ist, dass bis zu einem DTV von 10.000 die Anzahl verunfallter Wildtiere proportional ansteigt. Darüber hinweg stagniert oder sinkt die Rate wieder. Wissenschaftler nennen im Projekt „Barrieren überwinden“ als mögliche Gründe die zu große Scheu der Tiere (psychologische Barriere) oder starke Verluste an Individuen in der näheren Umgebung (Populationsausdünnung).
Der Straßenverkehr als Barriere hat mittlerweile sogar Auswirkungen auf den Genpool von Populationen. Lebensraumkorridore werden u. a. durch den Verkehr so abgeschnitten, dass der genetische Austausch vollkommen unterbrochen oder zumindest stark reduziert wird.
Der DJV ist Partner des Projektes Holsteiner Lebensraumkorridore, ein Leuchtturmprojekt, das vom Bundesamt für Naturschutz (BfN) mit Mitteln des Bundesumweltministeriums (BMU) finanziert wird. Damit wird die langfristige Einbindung von Grünbrücken in die Landschaft exemplarisch erprobt, um Lebensraumkorridore zu erhalten.
In Schleswig-Holstein (Deutschland) gibt es seit 2010 das Projekt „Totfund-Kataster“ zur Erfassung von u. a. Wildunfällen und in Österreich wird seit März 2014 das Projekt Roadkill durchgeführt. Das Projekt „Totfund-Kataster“ ist durch den Deutschen Jagdverband mittlerweile bundesweit ausgebaut worden und nennt sich „Tierfund-Kataster“. In diesen Projekten werden Daten zu Unfällen mit Wirbeltieren von Verkehrsteilnehmern und Jägern gemeldet und durch Wissenschaftler ausgewertet. Diese Projekte sollen herausfinden, welche Faktoren dazu führen, dass Unfälle mit Tieren auf Straßen passieren, Straßenplanung zu unterstützen und, generell zur Sensibilisierung der Bevölkerung zu diesem Thema „Roadkill“ beizutragen.

## Kuriosa
Als Besonderheit erwähnenswert ist das Jagdgewehr, das früher auf norwegischen Lokomotiven, insbesondere in der Provinz Nordland, mitgeführt wurde, um im Fall eines Wildunfalls (vor allem mit Rentieren), verletzte Tiere schnell erlösen zu können. Verschärfungen im Waffenrecht sorgten für ein schleichendes Ende dieser Praxis, was Kritik von Seiten des Tierschutzes zur Folge hatte.